# Flintridge Motor Manufacturing
Die Flintridge Motor Manufacturing Corporation war ein US-amerikanischer Automobilhersteller, der 1957 und 1958 in Los Angeles (Kalifornien) ansässig war.
1957 wurde der Flintridge-Darrin vorgestellt, der das letzte von Howard A. Darrin entworfene Automobil war. Das zweisitzige Cabriolet basierte auf dem DKW 3=6, von dem Fahrgestell und Motor übernommen worden waren. Der Dreizylinder-Zweitakt-Reihenmotor hatte 898 cm³ Hubraum und leistete 45 bhp (33 kW) bei 4250/min. Die pontonförmige Karosserie bestand aus glasfaserverstärktem Kunststoff. Der Radstand des Flintridge-Darrin betrug 2337 mm, seine Gesamtlänge 4572 mm.
Die Wagen wurden für US$ 3250,– verkauft. Insgesamt entstanden 25 Exemplare.

## Quelle
- John Gunnell: Standard Catalog of American Cars 1946–1975. Krause Publications, Inc. Iola, Wisconsin 2002, ISBN 0-87349-461-X